# Pattinaggio di figura al XIV Festival olimpico invernale della gioventù europea
Il Pattinaggio di figura al XIV Festival olimpico invernale della gioventù europea si è svolto il 13 e 14 febbraio 2019 allo Skenderija di Sarajevo in Bosnia ed Erzegovina. Sono state attribuite le medaglie per il singolo ragazzi e ragazze. Sono stati ammessi a partecipare alla competizione i pattinatori nati tra il 1º luglio 2002 e il 30 giugno 2004.

## Programma
| Data        | Ora(UTC+1) | Evento                     |
| ----------- | ---------- | -------------------------- |
| 13 febbraio | 13:00      | Ragazze - Programma corto  |
| 13 febbraio | 17:40      | Ragazzi - Programma corto  |
| 14 febbraio | 13:00      | Ragazze - Programma libero |
| 14 febbraio | 18:10      | Ragazzi - Programma libero |

## Podi

### Ragazzi
| Evento                                   | Oro           | Punteggio | Argento         | Punteggio | Bronzo          | Punteggio |
| Pattinaggio di figura ragazzi (dettagli) | Ilya Yablokov | 211,62    | Mihhail Selevko | 180,29    | Yauheni Puzanau | 175,07    |

### Ragazze
| Evento                                   | Oro             | Punteggio | Argento          | Punteggio | Bronzo               | Punteggio |
| Pattinaggio di figura ragazze (dettagli) | Anna Ščerbakova | 202,79    | Lucrezia Beccari | 173,69    | Anastasiia Arkhipova | 161,73    |

## Medagliere
| Pos. | Paese       | Oro | Argento | Bronzo | Totale |
| ---- | ----------- | --- | ------- | ------ | ------ |
| 1.   | Russia      | 2   | 0       | 0      | 2      |
| 2.   | Estonia     | 0   | 1       | 0      | 1      |
| 2.   | Italia      | 0   | 1       | 0      | 1      |
| 4.   | Bielorussia | 0   | 0       | 1      | 1      |
| 4.   | Ucraina     | 0   | 0       | 1      | 1      |